# پادشاهی اپرتی

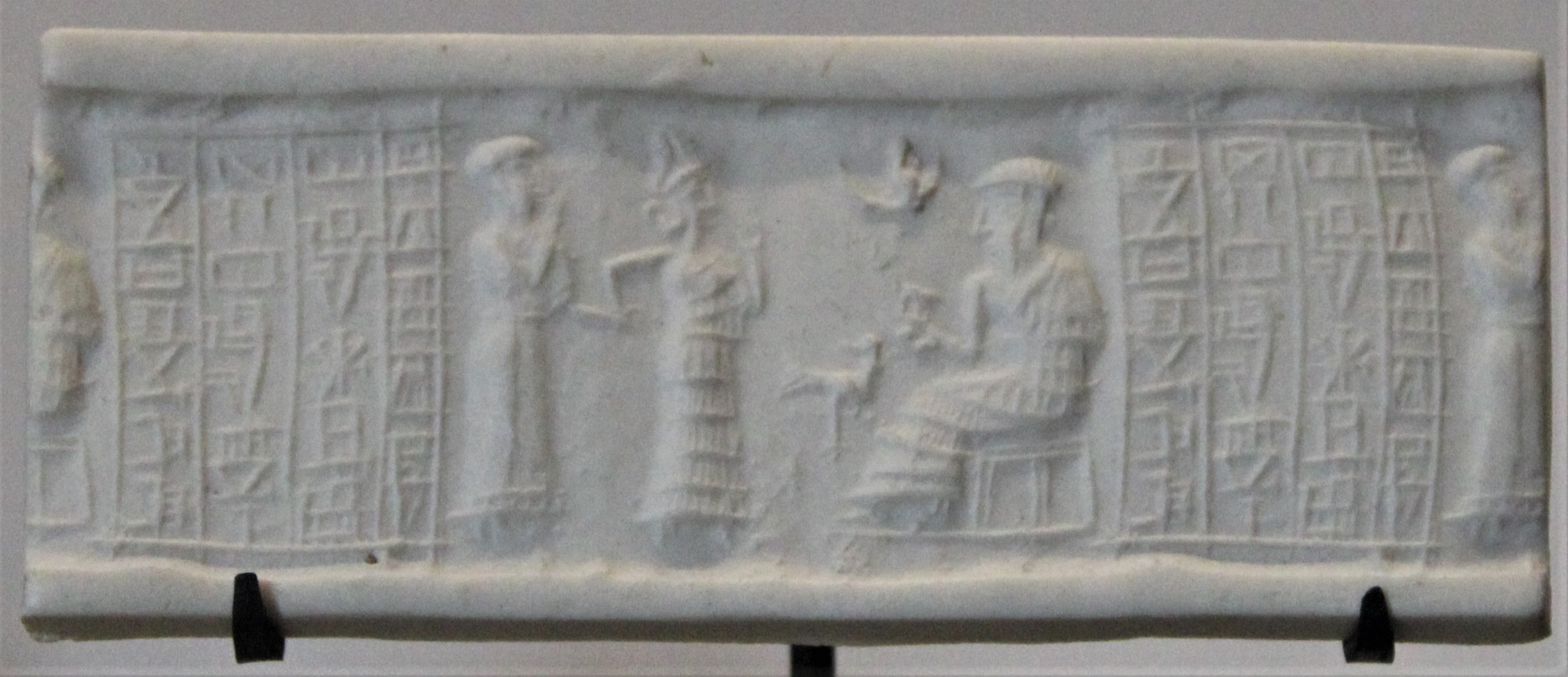
مهر شاه اپارت در موزه لوور

پادشاهی اپرتی، پادشاهی اپارتی، جانشین بزرگ یا پیامبر بزرگ یکی از دودمان‌های ایلام باستان بین سال‌های حدوداً ۱۹۰۰ تا ۱۵۰۰ پیش از میلاد بود.
در قرن نوزدهم قبل از میلاد در ایلام سلسله‌ای جدید جایگزین سلسلهٔ ضعیف و بی‌رمق سیماش گردید. مؤسس این سلسله، اپارت (Epart) { تلفظ پیشنهادی والتر هینتس) / ابارَت (Ebarat) / اِپَرتی (Eparti)نام داشت.
مهمترین عنوان وی، شاه انشان و شوش بود و قلمرو وی تمام سرزمین‌های ایلامی، یعنی مناطق کوهستانی، انشان و جلگهٔ شوش را در بر می‌گرفته‌است.
.

## مشکلات تاریخ این دوره و نظریات تازه
به نظر می‌رسد این دورهٔ طولانی که حدوداً سه سده به‌طول انجامید، با وجود تعداد بیشتر و تنوع مدارک موجود، هنوز یکی از مغشوش‌ترین دوره‌های تاریخ ایلام است. سه موضوع که بازسازی تاریخ این دوره را کاملاً تحریف‌کرده و مورخان جدید را به اشتباه انداخته عبارتند از:
اول، ترتیب جانشینی و شجره‌نامهٔ حاکمان این دوره است؛ در نتیجهٔ تفسیر نادرست عبارت اکدی «پسر خواهر شیلهاها» (mār ahāti(-šu) ša Šilhaha)، محققان گمان می‌کردند که ترجمهٔ صحیح mār ahāti، همچون میان‌رودان، خواهرزاده (پسر خواهر) است، و این اصطلاح واقعاً به یک رابطهٔ نسبی اشاره می‌کند. در نتیجه، دربارهٔ تقسیم قدرت بین شاخه‌های مستقیم و عرضی خانوادهٔ شاهی فرضیه‌ای مطرح شد که خاص ایلام بود. اما واقعیت کاملاً متفاوت بود: معنی واژگان «پسر خواهر شیلهاها» خواهرزاده نیست، بلکه به معنی پسری است که شیلهاها از همبستری با دختر عمویش به دنیا آورده و وجود در میان خانوادهٔ سلطنتی است؛ وارث مشروع شاه، از این ازدواج زاده می‌شد. به‌علاوه، این عبارت تنها یک عنوان یا لقب بود، چنان‌که قرن‌ها بعد از مرگ شیلهاها، اونتاش نپیریشه و خوتلوتوش اینشوشینک، خود را پسر خواهر شیلهاها می‌نامند. این نکته هم اضافه شود که عبارت اکدی را در ایلامی به ruhu-šak ترجمه کرده‌اند: ruhu یعنی پسر، هنگامی که به مادر اشاره می‌شود و šak یعنی پسر، هنگامی که به پدر اشاره می‌شود. اصلاً مسئلهٔ کلمهٔ «خواهر» در میان نیست.
موضوع دوم، که همانند موضوع اول، مانعی برای بازسازی درست تاریخ ایلام بوده، کتیبه‌ای از شیلهک اینشوشینک است که در آن، گروهی از شاهان پیشین خود را نام می‌برد که معبدی متعلق به اینشوشینک را بازسازی کرده بودند. اکثریت مورخان گمان کرده‌اند که شیلهک اینشوشینک در این کتیبه، شاهان پیشین خود را بر حسب ترتیب زمانی ذکر می‌کند و می‌توان این فهرست را با وارد کردن نام شاهانی که به آن‌ها اشاره‌نشده، کامل کرد. اگرچه نام پادشاهان اولیه، عموماً در ابتدای فهرست آمده و در انتها به پادشاهان جدیدتر اشاره‌شده، درون هر گروه ترتیب چینش شاهان با منابع دیگر تعارض دارد. ترتیب زمانی بهم‌خورده، چون چینش شاهان بر مبنای نسب است؛ گاهی اوقات، در ابتدا شاخهٔ مستقیم آورده‌شده سپس شاخه‌های عرضی، اما گاه شاخه‌های عرضی، بدون توجه به ترتیب زمانی، بر شاخهٔ مستقیم مقدم شده‌است. ترتیب شاهان دورهٔ سوکل مخ‌ها به این صورت است: «اپارت (ابارات)، شیلهاها، سیروک توخ، سیوه پلر خوپاک، کوک گیرمش، اته خوشو، تمتیخلکی، و کوک نشو». در اینجا ترتیب اپارت، شیلهاها، سیروک توخ، سیوه پلر خوپاک در شاخهٔ مستقیم صحیح است (رابطهٔ پدر پسری دارند). اما دو شاه بعدی یعنی کوک گیرمش و اته خوشو، از نظر ترتیب زمانی در جای درست نیستند، زیرا ایشان بین دورهٔ شیلخخه و سیروک توخ حکومت کردند؛ بنابراین کوک کیرماش از یک شاخهٔ عرضی بود و به‌همین دلیل در فهرست کتیبهٔ شیلهک اینشوشینک، وی «پسر لانکوکو» نامیده شده‌است. نام لانکوکو در منابع دیگر نیامده و احتمالاً هرگز به حکومت نرسیده‌است. احتمال دارد که وی برادر یکی از سوکل مخ‌ها بوده‌است که وقتی درگذشت، وارث مستقیم نداشت یا وارث او برای سلطنت، بسیار جوان بود و به‌این دلیل، پسر برادر او یعنی پسر لانکوکو به حکومت رسید. دلایل بیشتر، از کتیبه‌های برخی از کارمندان رده بالایی به‌دست می‌آید که بعد از خدمت در دستگاه ایدادو دوم، دهمین پادشاه سیماشکی، به کوک کیرماش خدمت کردند؛ بنابراین، او آن‌گونه که درگذشته به نادرست پنداشته می‌شد، نمی‌توانسته در قرن پانزدهم پیش از میلاد حکومت کرده‌باشد. تمتی خلکی و کوک نشور آخرین شاهان شناخته‌شدهٔ سوکل مخ‌ها، احتمالاً از شاخهٔ مستقیم بودند.
سرانجام، موضوع سوم این بود که مورخان گمان می‌کردند، کتیبه‌ای از اته خوشو نشان می‌دهد که زمان حکومت اپارت، شیلهاها و اته خوشو هم‌زمان بوده و نخستین حکومت سه نفرهٔ سلسله را تشکیل داده‌اند. در واقع بر اساس مدارک مختلفی، به ویژه مهرهای استوانه‌ای خدمت‌گزاران این پادشاهان، می‌توان نشان داد که بین شیلهاها و اته خوشو، شش سوکل مخ اعمال قدرت کرده‌اند: «پالا ایشن، کوک کیرماش، کوک سنیت، تم سنیت، کوک نخونته و کوک نشور اول». این گروه در قرن بیستم پیش از میلاد سلطنت کردند، اما بسیاری از پژوهشگران، مانند والتر هینتس و هاید ماری کخ، حکومت ایشان را در قرن شانزدهم پیش از میلاد می‌دانند.
با توجه به اصلاح شدن تفاسیر مربوط به این سه مورد، امروزه می‌توان تاریخ سلسلهٔ اپرتی را به‌طور منسجم، اگرچه ناکامل، نوشت. پادشاهان سیماشکی که جانشین کینداتو شدند، بعد از سقوط امپراطوری اور در شوش مستقر شدند. پادشاهان سیماشکی، ایدادو اول و تن روخوراتر دوم (که با مکوبی، دختر بیلالاما پادشاه اشنونا در میان‌رودان ازدواج کرد) معابدی را در شوش ساخته یا تجدید بنا کرده‌اند. اما اپرتی دوم اگرچه در فهرست شاهان شوش نهمین شاه سیماشکی نامیده شده‌است، بنیانگذار سلسله‌ای جدید بود که مورخین امروزی آن را سلسلهٔ اپرتی‌ها می‌نامند. جای تعجب است که اولین شاهان اپرتی، هم‌زمان با آخرین شاهان سیماشکی (یعنی ایدادو دوم، ایدادو نپیر، و احتمالاً ایدادو تمتی) حکومت می‌کردند. اپارت، اولین شاه سلسله‌اش، حداقل در بخشی از عمرش با گروهی از شاهان سوکل مخ، هم‌زمان بود. دومین شاه اپرتی، شیلهاها، در دو سند از دورهٔ اته-خوشو ذکر شده‌است؛ اته خوشو با سومو ابوم (۱۸۹۴ تا ۱۸۸۱) نخستین شاه سلسلهٔ اول بابل، هم‌زمان بود.

## شاهان دودمان اپارتی
آخرین شاه اپارت، ایدادو تمتی، تنها از روی فهرست شاهان شوش شناخته شده‌است. چگونگی تقسیم قدرت معلوم نیست، زیرا اگرچه ایدادو دوم و ایدادو نپیر در شوش حکومت می‌کرده‌اند، اما یکی از عناوین و القاب کوک کیرماش «سوکل ایلام، سیماشکی و شوش» بوده، که حاکی از حکومت او بر تمامی کنفدراسیون ایلام است. با وجود این عناوین، احتمال دارد که آخرین سیماشکی‌ها بر قسمت شرقی امپراطوری حکومت می‌کردند در حالی که نخستین اپرتی‌ها بر قسمت غربی آن حاکم بودند. به هر حال اپرتی، شیلخخه و جانشینان بلافصل ایشان در زمانهٔ دشواری می‌زیستند. حاکمان چندین دولت میان‌رودان می‌کوشیدند تا شوش را از ایلامی‌ها بازپس بگیرند. از چندین یورش اطلاع داریم، به‌یژه، یورش‌های گون گونوم، شاه لارسا، و شاید به‌دلیل چنین یورشی بود که اته خوشو قدرت را به دست گرفت. در واقع، نشانه‌های متعددی وجود دارد که او غاصب بوده‌است؛ زیرا برخلاف تمامی شاهانی که قبل و بعد از وی حکومت کردند، اته خوشو در هیچ‌یک از اسناد حقوقی و اقتصادی با حاکمان دیگر خویشاوند دانسته نشده‌است، همچنین القاب او غیرمعمول است. اگرچه وی خود را «پسر خواهر شیلهاها» می‌خواند، احتمالاً برای مشروع جلوه‌دادن خود بعد از رسیدن به حکومت است. از القاب دیگر وی «چوپان مردم شوش» است؛ هیچ حاکم دیگری این لقب را بر خود نگذاشت، به جز حاکمی به نام تتپ مادا که ممکن است جانشین او بوده باشد. با توجه به نام شیروکدوه، که در لوحه‌ای از شمشارا ذکرشده‌است، می‌توان تاریخ ایلام را با تاریخ‌گذاری میان‌رودان مرتبط کرد، زیرا شیروکدوه با شمشی ادد اول، شاه آشوری (۱۸۱۳ تا ۱۷۸۱ پیش از میلاد)، هم‌زمان بوده‌است. به‌عبارت دیگر، منابع میان‌رودان گاه تاریخ شاهان ایلام را به ما نشان می‌دهند. اما معروف‌ترین سوکل مخ این سلسله، سیوه پلر خوپاک است که حداقل به مدت دو سال، قدرتمندترین فرمانروای خاور نزدیک بود. آرشیوهای شاهی ماری نشان می‌دهند که شاهانی به بزرگی زیمری لیم، شاه ماری و حمورابی، شاه بابل، او را «پدر» خطاب می‌کردند، در حالی که ایشان یکدیگر را «برادر»، و شاهان کوچحک‌تر را «پسر» خطاب می‌کردند. اما دخالت‌های سیوه پلر خوپاک و برادر و جانشینش، کودو زولوش، در امور میان‌رودان (تا نقاط دوردستی مانند حلب) زیاد به طول نکشید. اتحادیه‌ای از حکومت‌های کوچک و بزرگ میان‌رودان به رهبری حمورابی، سلطه‌گری سیوه پلر خوپک را درهم شکست، و به جاه‌طلبی ایلام در میان‌رودان پایان داد. سلطنت کوتیر نخونته اول و سیزده جانشین او که سوکل مخ یا سوکل بودند تا کوک نشور سوم که آخرین سوکل مخ شناخته‌شده‌است، تنها در متون حقوقی و اقتصادی شوش و تعداد انگشت‌شماری کتیبه‌های شاهی ثبت شده‌است. این اسناد نشان می‌دهند که زندگی روزمره در شوش و ایلام کاملاً منزوی و محدود بود (معطوف به امور داخلی، بدون ارتباط با مردم دیگر). اگرچه هیچ فعالیت نظامی‌ای در این اسناد ذکرنشده اما تعدد نام‌های شاهان یا شاهزادگان ثبت‌شده در زمان واحد مبهوت‌کننده است. برای مثال نام کوتیر نخونته همراه با پنج جانشین بالقوه ذکر شده‌است: «اته مرا خلکی، تاتا، لیلا ایرتش، تمتی گون، و کوتیر شیلخخه»؛ اما تنها دو نفر آخر به قدرت رسیدند و به مقام سوکل مخ دست یافتند. به‌دنبال ایشان، کوک نشور دوم به قدرت رسید، که با عمی صدوقه شاه بابل (۱۶۴۶ تا ۱۶۲۶ پیش از میلاد) هم‌زمان بود. سپس تمتی رپتش، سیموت ورتش دوم، کودوزولوش دوم و سیرتوخ به حکومت رسیدند اما علی‌رغم اینکه نام ایشان در کنار نام شاهان در متون آمده، ترتیب زمانی ایشان را نمی‌توان با قطعیت مشخص کرد. سه سوکل مخ آخری که شناخته شده‌اند، یعنی تن اولی و دو پسرش تمتی خلکی و کوک نشور سوم، هر سه «پسر خواهر شیلخخه» نامیده شده‌اند، گروهی هستند که در هیچ سندی با شاهان پیشین پیوند ندارند (ظاهراً با شاهان پیشین پیوند خانوادگی ندارند). لذا این پرسش مطرح می‌شود که آیا در طی نیمهٔ دوم این دوره، دسیسه‌های درباری جای درگیری‌های بین‌المللی را گرفته بود؟ آیا ایشان کاملاً گرفتار دسیسه‌های درباری شده بودند؟

## ویژگی‌های پادشاهی اپارتی
دو ویژگی در سلسلهٔ سوکل مخ‌ها قابل توجه است: یکی طول حکومت ایشان و دوم، تمایل روزافزون خاندان سلطنتی به فرهنگ سامی. با ملحق کردن سوزیانا به امپراتوری ایلام، سوکل مخ‌ها باعث شدند که شوش همچنان مرکزی مهم بماند. این فرایند در چند حوزه مشهود است. برای مثال، ایلامی‌ها زبان خود را بر مردم شوش تحمیل نکردند؛ اکثریت غالب اسناد این دوره که از حفاری‌های شوش به‌دست‌آمده، به‌زبان اکدی هستند؛ بیشتر آن‌ها اسناد حقوقی یا اقتصادی مربوط به زندگی روزمره بوده و نام سوکل مخ یا سوکل در آن‌ها ذکر شده‌است.
شاه اپارت دوم احترام خاصی به خاک و طبیعت داشت. در کتیبه ای ایلامی آمده که شاه اپارت در بستر مرگ به شاهزاده شیلهاها می‌گوید که «رمز شاهی احترام به خاک و مردم است.»
همچون زبان، مردم شوش مجمع خدایان (پانتئون) شوشی-میان‌رودانی خود را نیز حفظ کردند که در رأس آن، اینشوشینک، خدای حامی این شهر قرار داشت. خدایان اصیل ایلامی نادر بودند. نهایتاً این توجه به فرهنگ سامی، یا غربی‌شدن، در القاب مشاهده می‌شود. به‌عبارت دیگر، عناوین شاهی نیز تمایل سوکل مخ‌ها را به فرهنگ سامی نشان می‌دهد. عنوان «شاه انشان و شوش» که لقب اپارت، بنیان‌گذار سلسلهٔ سوکل مخ‌ها، بود، به‌زودی کنار گذاشته شد و عناوینی استفاده شد که به کارگزاران میان‌رودانی منصوب شده در شوش یا ایلام در دوران امپراطوری سوم اور متعلق بود. قدرت عالی در دست سوکل مخ بود. گاهی فرمانروا بخشی از قدرت را به فرزندان خود محول می‌کرد، که در این صورت اگر فرماندار ایالت‌های شرقی امپراتوری بودند، لقب «سوکل ایلام و سیماشکی» به ایشان داده می‌شد و اگر فرماندار سوزیانا می‌شدند، به «سوکل شوش» ملقب می‌شدند؛ گاه به این فرماندار «شاه شوش» لقب می‌دادند؛ بنابراین لازم است تا فرضیهٔ تقسیم قدرت در ایلام را کنار بگذاریم.

## ساختار حکومت
جانشینی بر تخت شاهی حق پسر ارشد بود، اما یک عنصر مهم به آن اضافه شده بود، مشروعیت، درجه‌بندی داشت: فرزندان حاصل از ازدواج درون‌خانوادگی بر فرزندان حاصل از ازدواج با غریبه‌ها تقدم داشتند. فرزندی که از وصلت پادشاه با یک شاهزاده خانم ایلامی، یعنی غریبه (خارج از خانواده)، به‌دنیا می‌آمد، مشروع بود. اما فرزندی که از وصلت پادشاه بادختر عمو خود به دنیا می‌آمد، مشروعیت بالاتری داشت؛ بنابراین، پسر ارشد که از ازدواج شاه با یک شاهزاده خانم خارج از خانواده (ازدواج برون همسری) به دنیا آمده، می‌بایست تاج و تخت را به برادر کوچک‌تری که از ازدواج بعدی شاه با دختر عموی 
لازم نبود که «سوکل ایلام و انشان» و «سوکل شوش» با مقام عالی سوکل مخ پیوند خانوادگی داشته باشد. اما گاه پیش می‌آمد که شاه به دلایل عملی (فایده، مصلحت) فرزندان خود را در قدرت شریک می‌کرد. این احتمال وجود دارد که همانند دورهٔ هخامنشی، دربار به هنگام تابستان به علت گرمای شدید، شوش را ترک می‌کرد و در فلات که معتدل‌تر بود، پناه می‌گرفت. پس احتیاط حکم می‌کند که فرد مورد اعتمادی را برای اداره سرزمین‌های پست منصوب کنند.